# Heinbockel
Heinbockel ist eine Gemeinde im Landkreis Stade in Niedersachsen. Die Gemeinde gehört der Samtgemeinde Oldendorf-Himmelpforten an, die ihren Verwaltungssitz in der Gemeinde Himmelpforten hat. Sie besteht aus den Ortsteilen Heinbockel und Hagenah. Sie hat etwa 1493 Einwohner, wovon etwa 804 auf Heinbockel und 689 auf Hagenah entfallen.

## Geschichte

### Eingemeindungen
Am 1. Juli 1972 wurde die Nachbargemeinde Hagenah eingegliedert.

### Einwohnerentwicklung
| Jahr      | 1987 | 1992 | 1997 | 2002 | 2007 | 2012 |
| --------- | ---- | ---- | ---- | ---- | ---- | ---- |
| Einwohner | 817  | 920  | 1213 | 1576 | 1535 | 1492 |

(jeweils zum 31. Dezember)

## Politik

### Gemeinderat
Der Rat der Gemeinde Heinbockel besteht aus elf Ratsfrauen und Ratsherren. Dies ist die festgelegte Anzahl für die Mitgliedsgemeinde einer Samtgemeinde mit einer Einwohnerzahl zwischen 1001 und 2000 Einwohnern. Die Ratsmitglieder werden durch eine Kommunalwahl für jeweils fünf Jahre gewählt. Die aktuelle Amtszeit begann am 1. November 2016 und endet am 31. Oktober 2021.
Die letzte Kommunalwahl am 12. September 2021 ergab das folgende Ergebnis:
| Partei/ Wählergruppe    | Stimmenanteil | Sitze |
| ----------------------- | ------------- | ----- |
| FWG Gemeinde Heinbockel | 62,86 %       | 7     |
| CDU                     | 37,14 %       | 4     |

| Wahljahr | WG                                                         | CDU | SPD | Gesamt   |
| -------- | ---------------------------------------------------------- | --- | --- | -------- |
| 2016     | 7                                                          | 4   | –   | 11 Sitze |
| 2011     | 7                                                          | 4   | –   | 11 Sitze |
| 2006     | 4                                                          | 5   | 2   | 11 Sitze |
| 2001     | 4                                                          | 6   | 1   | 11 Sitze |
|          | ________________ WG: Wählergemeinschaft Heinbockel/Hagenah |     |     |          |

### Bürgermeister
Der Gemeinderat wählte das Gemeinderatsmitglied Andreas Haack (WG Heinbockel/Hagenah) zum ehrenamtlichen Bürgermeister für die aktuelle Wahlperiode.
| – 1998    | Heinrich Heins (WG) |
| 1998–2006 | Heinz Meyer (CDU)   |
| 2006 –    | Andreas Haack (WG)  |

### Wappen
Das Wappen wurde 1948 vom Gemeinderat beschlossen und am 2. Februar 1949 durch das Niedersächsische Innenministerium verliehen.
Blasonierung: „In Gold auf grünem Schildfuß belegt mit einer goldenen Urne ein schwarzes Hünengrab.“
Das Wappen wurde von dem heraldischen Berater Landschaftsrat von Holleufer entworfen und gestaltet.
Die Gemeinde hat das noch gut erhaltenes Steinkammergrab in ihrer Gemarkung in ihr Wappen aufgenommen. Die Urne weist auf weitere frühgeschichtliche Funde und die alte Besiedlung des Gemeindegebietes hin.

## Kultur und Sehenswürdigkeiten
Erwähnenswert ist die regional bekannte Diskothek Musikladen Heinbockel, die ein Treffpunkt für Jugendliche und Erwachsene aus der Umgebung ist. Gaststätten gibt es in Heinbockel und Hagenah.

## Wirtschaft und Infrastruktur

### Wirtschaft
Wichtige Unternehmen, insbesondere in Hagenah, sind die Tiefbaufirma HMH (Helmut Meyer Hagenah) und der Landmaschinenhandel NEWTEC direkt an der B 74.

### Verkehr
Die Kreisstraße 57 verbindet den Ort mit der Bundesstraße 73 im Norden und die Bundesstraße 74 im Süden, die beide bei Stade zusammenlaufen und ebenfalls weiteren Anschluss Richtung Hamburg bieten. Nach Oldendorf Richtung Westen führt die Kreisstraße 72.